# Aldo Casalini
Aldo Casalini (Vicenza, 10 luglio 1894 – ...) è stato un calciatore e allenatore di calcio italiano, di ruolo attaccante.

## Caratteristiche tecniche
Giocava da mezzala.

## Carriera
Gioca a Vicenza dal 1912 fino al 1915, anno in cui i campionati vengono sospesi a causa dell'inizio della Prima Guerra Mondiale.
Dopo alcune partite amichevoli esordisce ufficialmente in prima squadra il 13 gennaio 1913, segnando anche due gol, nella partita Vicenza-Modena (7-1). Scende in campo con regolarità negli altri due campionati disputati a Vicenza, fino alla fine della stagione 1914-15, per un totale di 49 presenze e 20 gol.